# Nicollette Sheridan
Nicollette Sheridan (* 21. listopadu 1963, Worthing, Sussex, Anglie) je anglicko-americká herečka nominovaná na Zlatý glóbus, nejlépe známá díky rolím Paige Mathesonové v Knots Landing a Edie Brittové v seriálu Zoufalé manželky. Během let 2018–2019 hrála v seriálu stanice The CW Dynastie.

## Životopis
Je dcerou anglické herečky Sally Sheridan, jejím nevlastním otcem je herec Telly Savalas. Vlastního otce nikdy nepoznala. Navštěvovala školu v Somersetu a v roce 1973 se přestěhovala do USA.
Svůj herecký debut udělala v seriálu Papírové panenky, ale úspěch jí přinesl až seriál Knots Landing. Tam začala ve vedlejší roli, ale díky popularitě se její postava stala jednou z hlavních postav seriálu. V Knots Landing účinkovala až do jeho konce v roce 1993. V devadesátých letech se objevila v několika seriálech a filmech jako třeba Agent WC 40. Další úspěch jí přinesly až Zoufalé manželky, za které získala nominaci na Zlatý glóbus.

## Osobní život
V letech 1991-93 byla vdaná za herce Harryho Hamlina. Chodila také s Michaelem Boltonem. Během let 2015–2018 byla provdaná za Aarona Phyperse.

## Filmografie

### Film
| Rok  | Název                          | Role                           | Poznámky            |
| ---- | ------------------------------ | ------------------------------ | ------------------- |
| 1985 | The Sure Thing                 |                                |                     |
| 1989 | Dirty Tennis                   | Samu sebe                      |                     |
| 1992 | Fraška                         | Brooke Ashton/Vicki            |                     |
| 1996 | Agent WC 40                    | Veronique Ukrinsky, Agent 3.14 |                     |
| 1997 | Tlouštík z Beverly Hills       | Allison Page/Sally Jones       |                     |
| 1998 | I Woke Up Early The Day I Died | Žena v sále                    |                     |
| 2000 | Jako zběsilý                   | Izabel Sauvestre               |                     |
| 2002 | .com for Murder                | Misty Brummel                  |                     |
| 2002 | Tarzan & Jane                  | Eleanor (hlas)                 |                     |
| 2003 | Ztracený poklad                | Carrie                         |                     |
| 2007 | Krycí jméno: Čistič            | Diane                          |                     |
| 2008 | Cesta na měsíc 3D              | Nadia (hlas)                   |                     |
| 2009 | Noah's Ark: The New Beginning  | Zenna (hlas)                   |                     |
| 2011 | XXIT                           | Nikki Williams                 | krátkometrážní film |
| 2012 | Jewtopia                       | Betsy O'Connell                |                     |
| 2014 | Let's Kill Ward's Wife         | Robin Peters                   |                     |

### Televize
| Rok       | Název                                                 | Role                    | Poznámky                                                |
| --------- | ----------------------------------------------------- | ----------------------- | ------------------------------------------------------- |
| 1984      | Papírové panenky                                      | Taryn Blake             | hlavní role, 13 dílů                                    |
| 1985      | Scene of the Crime                                    | Liza                    | díl: „Murder on the Rocks“                              |
| 1986–1993 | Knots Landing                                         | Paige Matheson          | hlavní role, 181 dílů                                   |
| 1986      | Hra na vraždu                                         | Hattie Stubbs           | TV film                                                 |
| 1986      | Dark Mansions                                         | Banda Drake             | TV film                                                 |
| 1990      | Deceptions                                            | Adrienne Erickson       | TV film                                                 |
| 1990      | Lucky Chances                                         | Lucky Santangelo        | TV limitovaný seriál, 3 díly                            |
| 1991      | Paradise                                              | Lily                    | díl: „Twenty-Four Hours“                                |
| 1992      | Striptérka                                            | Sara                    | TV film                                                 |
| 1994      | A Time to Heal                                        | Jenny Barton            | TV film                                                 |
| 1994      | Shadows of Desire                                     | Rowena Ecklund          | TV film                                                 |
| 1995      | Virus                                                 | Marissa Blumenthal      | TV film                                                 |
| 1995      | Obvinění: Proces s McMartinovými                      | Grace                   | TV film                                                 |
| 1995      | Stříbrná pláž                                         | Michelle Hughes         | TV film                                                 |
| 1996      | The People Next Door                                  | Anna Morse              | TV film                                                 |
| 1997      | Smrtelný experiment                                   | Callain Pearson         | TV film                                                 |
| 1997      | Knots Landing: Back to the Cul-de-Sac                 | Paige Matheson          | TV limitovaný seriál                                    |
| 1998      | Seznam mrtvých                                        | Alexandra Elston        | TV film                                                 |
| 2000      | Schody smrti                                          | Helen Capel             | TV film                                                 |
| 2001      | The Legend of Tarzan                                  | Eleanor (hlas)          | 26 dílů                                                 |
| 2003      | Static Shock                                          | Darcy/slečna Moore      | díl: „Toys in the Hood“                                 |
| 2002      | Zločiny podle Mary Higgins Clark: Neznáme se odněkud? | Eliza/Kate/Emily Winton | TV film                                                 |
| 2003      | Zrada                                                 | Donna Randal            | TV film                                                 |
| 2003      | Will a Grace                                          | Dr. Danielle Morty      | díl: „24“                                               |
| 2003      | Becker                                                | Anna                    | díl: „A First Class Flight“                             |
| 2004      | Vražedná posedlost                                    | Ann Culver              | TV film                                                 |
| 2004      | Karate Dog                                            | Bílá kočka              | TV film                                                 |
| 2004–2009 | Zoufalé manželky                                      | Edie Brittová           | hlavní role, 92 dílů                                    |
| 2011      | Líbánky pro jednoho                                   | Eve Parker              | TV film                                                 |
| 2013      | The Christmas Spirit                                  | Charlotte Hart          | TV film, také výkonná producentka                       |
| 2016      | All Yours                                             | Cass                    | TV film, také výkonná producentka                       |
| 2018–2019 | Dynastie                                              | Alexis Carrington       | vedlejší role (1. řada), hlavní role (2. řady), 22 dílů |

## Ocenění a nominace
| Rok  | Ocenění                    | Kategorie                                                                         | Nominovaná za       | Výsledek  |
| ---- | -------------------------- | --------------------------------------------------------------------------------- | ------------------- | --------- |
| 1991 | Soap Opera Digest Awards   | nejlepší seriálová herečka v hlavní roli                                          | Knots Landing       | vítězství |
| 2005 | Gold Derby Awards          | nejlepší seriálová herečka ve vedlejší roli: komedie                              | Zoufalé manželky    | nominace  |
| 2005 | Screen Actors Guild Awards | nejlepší seriálové obsazení: komedie                                              | Zoufalé manželky    | vítězství |
| 2006 | Gold Derby Awards          | nejlepší obsazení                                                                 | Zoufalé manželky    | nominace  |
| 2006 | Screen Actors Guild Awards | nejlepší seriálové obsazení: komedie                                              | Zoufalé manželky    | vítězství |
| 2006 | Zlatý glóbus               | nejlepší ženský herecký výkon ve vedlejší roli v seriálu, minisérii nebo TV filmu | Zoufalé manželky    | nominace  |
| 2007 | Gold Derby Awards          | nejlepší seriálová herečka ve vedlejší roli: komedie                              | Zoufalé manželky    | nominace  |
| 2007 | Screen Actors Guild Awards | nejlepší seriálové obsazení: komedie                                              | Zoufalé manželky    | nominace  |
| 2008 | Screen Actors Guild Awards | nejlepší seriálové obsazení: komedie                                              | Zoufalé manželky    | nominace  |
| 2008 | Zlaté maliny               | nejhorší filmová herečka ve vedlejší roli                                         | Krycí jméno: Čistič | nominace  |
| 2009 | Screen Actors Guild Awards | nejlepší seriálové obsazení: komedie                                              | Zoufalé manželky    | nominace  |